# Those Were the Days!
Those Were the Days! is een Amerikaanse filmkomedie uit 1940, geregisseerd door Theodore Reed. Het scenario is gebaseerd op het toneelstuk The Old School Tie van Frank Gabrielson en Albert E. Lewin. De film werd geproduceerd door Paramount Pictures en heeft William Holden en Bonita Granville in de hoofdrollen.

## Verhaal
De film speelt zich af op een middelbare school in de jaren 1890, waar de leraren en studenten zich voorbereiden op de jaarlijkse theaterproductie. De oud-leerling Tommy Turner (gespeeld door William Holden) keert terug naar zijn oude school en blikt terug op zijn tijd als student, waarbij hij herinneringen ophaalt aan zijn vrienden en avonturen.

## Rolverdeling
- William Holden als Tommy Turner
- Bonita Granville als Betty Blake
- Ezra Stone als Joe Carter
- Judith Barrett als Mary Harper
- Charles "Buddy" Rogers als Mr. Morton
- Porter Hall als Professor Warren
- Beulah Bondi als Mevrouw Warren

## Achtergrond
De film werd opgenomen in de zomer van 1940 en was gebaseerd op een populair toneelstuk dat op Broadway werd opgevoerd. Victor Young verzorgde de muzikale begeleiding voor de film.
Those Were the Days! kreeg gemengde recensies bij de release. Critici prezen de nostalgische sfeer en de humor, maar vonden het verhaal soms wat te sentimenteel.